# Раствор Кайзерлинга
Раствор Кайзерлинга применяется для приготовления анатомических препаратов с сохранением их естественной окраски и морфологических особенностей. представляет собой водный раствор формалина, нитрата и ацетата калия. Фиксированные в растворе Кайзерлинга препараты не теряют своих первоначальных свойств более сорока лет. Метод фиксации с использованием этого раствора разработан Карлом Кайзерлингом в 1900 году.
Фиксация препаратов в растворе Кайзерлинга распадается на 3 фазы:
1. свежий, неотмытый от крови, препарат погружается в жидкость № 1:
- формалин 200,0
- азотнокислый калий(селитра) 15,0
- уксуснокислый калий 30,0
- вода кипячёная 1000,0

Препарат находится в жидкости от 1 до 5 дней, пока ткани не примут грязно-буро-ржавую окраску;
2. препарат вынимается, стекает, в это время его можно распрепарировать, высушивается тряпочками и погружается для восстановления в 80-90 % спирт на 1-2 суток. Процесс восстановления идёт обычным путём.
3. препарат вынимается из спирта, обсушивается, устанавливается на стекле, размельчается и погружается в раствор № 3:
- глицерин 200,0-350,0
- уксуснокислый калий от 200,0 до 800,0
- вода кипячёная 1000,0

В этой жидкости препарат остаётся всё время. Если раствор мутнеет, его сменяют.